# Gamma Doradus
Gamma Doradus (3 Doradus) é uma estrela na direção da constelação de Dorado. Possui uma ascensão reta de 04h 16m 01.49s e uma declinação de −51° 29′ 13.5″. Sua magnitude aparente é igual a 4.26. Considerando sua distância de 66 anos-luz em relação à Terra, sua magnitude absoluta é igual a 2.72. Pertence à classe espectral F0V-F5V. É uma estrela variável, protótipo das variáveis γ Doradus.